# Privilège (film)
Pour les articles homonymes, voir Privilège.
Pour plus de détails, voir Fiche technique et Distribution.
Privilège (Privilege) est un film de Peter Watkins sorti en 1967.

## Synopsis
Le film, qui se déroule en Grande-Bretagne dans le futur, porte sur la construction médiatique d'une pop-star (rôle tenu par le chanteur britannique Paul Jones), Peter Watkins mettant en avant l'hystérie religieuse qui se noue entre le jeune homme et son public, et l'instrumentalisation de sa figure par les autorités politiques, audiovisuelles et ecclésiastiques, afin d'atténuer toute possibilité de révolte des jeunes.
Le film reçoit un accueil critique froid et est retiré des écrans par Universal Pictures après quelques projections.

## Fiche technique
- Titre : Privilège
- Titre original : Privilege
- Réalisation : Peter Watkins
- Scénario : Peter Watkins et Norman Bognor sur un scénario original de Johnny Speight
- Production : Universal
- Photographie : Peter Suschitzky
- Montage : John Trumper
- Son : Ian Bruce
- Musique Mike Leander
- Direction artistique : Bill Brodie
- Coordination des scènes d'action : Derek Ware
- Maquillage : Ann Brodie
- Costumes : Vanessa Clarke
- Pays d'origine : Grande-Bretagne
- Format : Couleur - Mono
- Genre : Comédie dramatique
- Durée : 103 minutes
- Langue : anglais
- Date de sortie : 1967
- Affiche : Jean Mascii (France)

## Distribution
- Paul Jones : Steven Shorter
- Jean Shrimpton : Vanessa Ritchie, peintre
- Mark London : Alvin Kirsch
- William Job : Andrew Butler
- Max Bacon : Julie Jordan
- Jeremy Child : Martin Crossley
- James Cossins : Professeur Tatham
- Frederick Danner : Marcus Hooper
- Victor Henry : Freddie K
- Arthur Pentelow : Leo Stanley
- Steve Kirby : Squit
- Malcolm Rogers : Père Jeremy Tate
- Doreen Mantle : Mlle Crawford
- Michael Graham : Timothy Arbutt
- Michael Barrington : Évêque de Esse
- Michael Medwin : Jackman